# Міністерство охорони довкілля та енергетики Хорватії
Міністерство охорони довкілля та енергетики Республіки Хорватії (хорв. Ministarstvo zaštite okoliša i energetike Republike Hrvatske), раніше називалося Міністерство охорони довкілля і природи (хорв. Ministarstvo zaštite okoliša i prirode або MZOP), ще раніше — Міністерство охорони довкілля, територіального планування і будівництва (хорв. Ministarstvo zaštite okoliša, prostornog uređenja i graditeljstva або MZOPU) — міністерство в Уряді Хорватії, яке відповідає за охорону довкілля. Раніше, за попередньої назви, відповідало також за будівництво.
Загальна сума бюджетних коштів, виділених міністерству, становила понад 745 млн. кун (станом на 2010) (бл. 100 млн. EUR).
Урядові установи у віданні міністерства включають:
- Управління охорони довкілля (хорв. Agencija za zaštitu okoliša)
- Агентство з брокерських послуг за операціями з нерухомістю (Agencija za pravni promet i posredovanje nekretninama)
- Державне геодезичне управління (Državna geodetska uprava)
- Хорватський геодезичний інститут (Hrvatski geodetski institut)

З приходом до влади наприкінці 2011 року лівоцентристської коаліції під проводом СДПХ питання територіального планування і будівництва були виділені в окреме однойменне міністерство, а вищий орган виконавчої влади Хорватії у царині охорони довкілля почав називатися Міністерством охорони довкілля і природи. 19 жовтня 2016 уряд Андрея Пленковича перейменував його на Міністерство охорони довкілля та енергетики.